# Suzaku (satelliet)

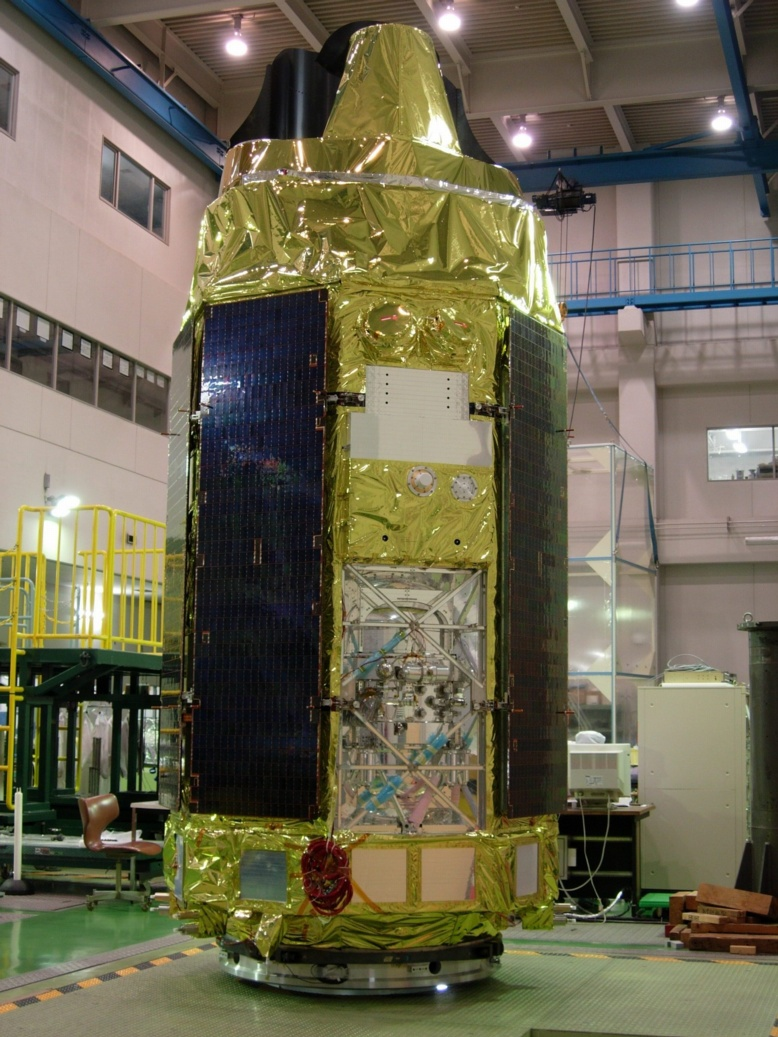
Suzaku

Suzaku (voorheen bekend onder de naam Astro-EII) is een Japanse röntgentelescoop, die op 10 juli 2005 werd gelanceerd. Toen bleek dat de lancering succesvol en de telescoop functioneel was kreeg de satelliet zijn huidige naam, vernoemd naar een figuur uit de Japanse mythologie.
Aan boord van Suzaku zijn drie instrumenten. Een hoge-energie spectrometer, een CCD-camera en een microcalorimeter met hoge resolutie en beeldscherpte. Op 29 juli 2005 begaf het koelsysteem van de satelliet het. Hierdoor werd de microcalorimeter, die oorspronkelijk als meest belangrijke instrument werd aangemerkt, onbruikbaar.
De missie werd op 2 september 2015 beeindigd.